# Фарман HF.20
Farman HF.20 је дело Anrija Farmana. Радило се о извиђачком двокрилцу за два члана посаде. Авион је производила компанија Société Henri et Maurice Farman.

## Пројектовање и развој
Авион Фарман HF.20 је конструисао Анри Фарман на основу свог веома популарног авиона HF.16 у току 1912. године. У то време Фарман (Société Anonyme des Usines Farman) је била највећа фабрика авиона на свету. Запошљавали су преко 5000 радника а дневни капацитет је износио 10 авиона. На основу овог авиона развила се читава фамилија од 12 типова авиона са девет мотора снаге од 70 до 155 KS. У време кад су настали били су то најбољи авиони тог времена.

## Технички опис
У основи авион је представљао модификацију извиђача (касније и ловца) MF.7, коме су уклоњене скије. Конструкција је била уобичајена за то време, дрвене гредице, платно, шперплоча и жице.
Труп авиона чине две решеткасте конструкције које се у репу спајају и чине троугао. Кабина, правоугаоног попречног пресека, у облику гондоле је била довољно пространа, да има простора за смештај две особе: стрелац (у носу) и пилот (под крилом). Испред првог члана посаде на гондоли се налазио мали ветробран направљен од плексигласа. Мотор је постављен на задњем делу кабине. Овај принцип конструкције авиона се првобитно често користио, јер је то био једини начин да се митраљезу обезбеди широко поље за гађање без ометања елисе и осталих делова авиона.
У авион Фарман HF.20 су уграђивани мотори седмоцилиндрични радијални мотори са ваздушним хлађењем произвођача Gnome снаге 50, 60 и 75 kW, затим мотор Le Rhone 7С снаге 60 kW и мотор Salmson P9 ротациони, водом хлађени радијални мотор са 9 цилиндара и снагом од 114 kW. Они су били опремљени потисном дрвеном елисом фиксног корака.
Крила су била древене конструкције, релативно тенког профила пресвучене импрегнираним платном. Крилца су се налазила само на горњим крилима. На крају репа су постављени вертикални и хоризонтални стабилизатори који су направљени од дрвене конструкције пресвучене импрегнираним платном.
Стајни трап авиона је био класичног типа, напред је имао две фиксне ноге направљене од челичних цеви са удвојеним бициклистичким точковима а испод репа се налазила еластична дрвена дрљача, као трећа ослона тачка.
Наоружање авион је био наоружан једним митаљезом Луис калибра 7,7 mm. и могао је да понесе укупно 100 kg бомби.

## Варијанте авиона Фарман HF.20
Авиони из фамилије Фарман HF.20 од типова HF.20 до HF.26 су се међусобно веома мало разликовали то су у ствари била еволутивна побољшања основног типа HF.20 са разним моторима. Авиони HF.26 и HF.27 због уградње знатно јачих мотора Salmson P9 снаге 114 kW, морали су да претрпе значајније измене у погледу димензија и масе авиона али због превазиђене концепције и конструкције, ови авиони нису доживели значајнији успех (обављали су углавном споредне задатке) а коришћен је и као авион за обуку пилота.
- Фарман HF.20 - оригинална верзија са Gnome ротационим мотором снаге 60 kW
- Фарман HF.21 - верзија са Le Rhone 7С ротационим мотором снаге 60 kW
- Фарман HF.22 - верзија са Le Rhone 7С ротационим мотором снаге 60 kW
- Фарман HF.23 - верзија са Le Rhone 7С ротационим мотором снаге 60 kW
- Фарман HF.24 - моноплан са Gnome/Le Rhone 7С ротационим мотором снаге 60 kW
- Фарман HF.25 - верзија са Le Rhone 7С ротационим мотором снаге 60 kW
- Фарман HF.26 - верзија са Salmson P9 ротационим мотором снаге 114 kW
- Фарман HF.27 - верзија са Salmson P9 ротационим мотором снаге 114 kW

Поред Србије, авион су користили Аргентина, Белгија, Грчка, Француска, Холандија, Италија, Јапан, Румунија, Русија и касније СССР, Шведска, Швајцарска и Велика Британија.

## Корисници
| - Аргентина - Белгија - Бразил - Колумбија - Француска - Грчка - Италија - Холандија - Норвешка | - Португалија - Румунија - Русија - Србија - Совјетски Савез - Велика Британија - Венецуела - Јапан - Швајцарска |

## Оперативно коришћење
Авион Фарман HF.20 је пре свега намењен за извиђање а користио се и као лаки бомбардер. Често се користио и као авион за обуку пилота. Био је наоружан једним митраљезом Lewis калибра 7,7 mm, који се монтирао на окретном постољу на самом кљуну авиона, а могао је да понесе и 100 килограма лаких бомби које је стрелац ручно избацивао из авиона. У том случају перформансе авиона због слабог мотора би нагло пале.
Још се буквално није завршило ни испитивање овог авиона већ су га поручиле војске Француске, Белгије и Србије. Поред производње у Француској овај авион се по лиценци производио и у Белгији, Великој Британији, Италији, Холандији и Шведској. У Русији се у фабрикама Шцетинина и Анатра у периоду од 1921-1922. године произвело до 200 примерака ових авиона који су се користили као авиони за обуку у Севастопољској пилотској школи. У Британији и Италији ови авиони су се производили и као хидроавиони а у Шведској и Русији овим авионима су се уместо точкова монтирале скује.

## Коришћење авиона Фарман HF.20 у Србији
Први српски пилоти који су завршили Фарманову пилотску школу 1912. године у Француској били су поручник Јован Југовић, наредник Михајло Петровић и поднаредник Војислав Новичић. У школи су обуку обавили на авиону Фарман HF.7, по завршетку школовања за ове пилоте, Србија је купила 3 примерка авиона Анри Фарман 20 (Фарман HF.20) са мотором Gnome снаге 80 KS.
Авиони су стигли у Србију децембра 1912. године и стационирани су на аеродром код Ниша. Ту су вршени пробни летови, и преобука пилота на овај тип авиона и то без инструктора. Приликом тих пробних летова уништена су два авиона, јер су пилоти хтели да што пре овладају овим авионом, па су летели и зими 1912/13. без обзира на временске прилике. Новичић је поломио свој авион при слетању, а он сам је завршио у болници због тешких повреда. Поручник Ј. Југовић је пак знатно оштетио свој авион при полетању. Преостали авион је коришћен у опсади Скадра 1913. године.
Дана 21. марта 1913. (по новом календару) наредник Петровић је полетео авионом Фарман HF.20 на извиђање турских положаја, при слетању је улетео у јаку ваздушну струју која је снажно уздрмала авион, и пилот је са висине од око 1000 метара испао из авиона и погинуо. Тада је уништен и последњи примерак тог авиона у поседу Српске авијатике. Касније ови авиони више нису коришћени у Србији. Авиони су били бели, због лака којим је платно обојено, а због одласка за Скадар, авион добија Српску тробојницу на вертикалном стабилизатору и одоздо на крилима од половине крила до краја.